# Patrick Lefevere
Patrick Lefevere (Moorslede, 6 gennaio 1955) è un dirigente sportivo ed ex ciclista su strada belga.
Ciclista professionista dal 1976 al 1979, dal 1979 svolge l'attività di direttore sportivo per formazioni professionistiche: dal 2003 è alla guida del team Soudal Quick-Step, noto in precedenza come Omega Pharma, Etixx e Deceuninck.

## Carriera
Dopo aver ottenuto alcuni buoni risultati nella categoria dilettanti — nel 1975 vinse la Omloop Het Volk di categoria e una tappa all'Olympia's Tour, e si classificò secondo ai campionati nazionali — nel 1976 passò professionista con il team Ebo-Cinzia, diretto da Romain Deloof. Con la maglia di questa squadra (rinominata Marc Zeep nel 1978) ottenne alcune vittorie, tra cui quelle in una tappa alla Vuelta a Levante 1976, alla Kuurne-Bruxelles-Kuurne 1978 e nella frazione di Valladolid alla Vuelta a España dello stesso anno. Nel 1979, dopo nemmeno quattro anni di professionismo, lasciò le gare per assumere il ruolo di direttore sportivo della stessa Marc Zeep Savon.
Nelle stagioni seguenti diresse tra le altre la Lotto-Eddy Merckx (dal 1985 al 1987) e la Domex/Weinmann (dal 1989 al 1991). Nel 1992 divenne direttore sportivo del team italo-belga GB-MG Maglificio, e nel 1995 seguì lo sponsor GB assumendo la direzione tecnica della Mapei-GB. Sotto la sua guida trovarono importanti e numerose vittorie, specialmente nelle classiche (notevoli le vittorie alla Parigi-Roubaix) ma non solo, ciclisti come Johan Museeuw, Michele Bartoli, Franco Ballerini e Tony Rominger.
Nel 2001 Lefevere lasciò la Mapei per dirigere il team Domo-Farm Frites, vincendo in due anni altre due Parigi-Roubaix con Servais Knaven e Johan Museeuw. Nel 2003 divenne team manager della nuova Quick Step-Davitamon, nata da una fusione tra Mapei e Domo. Divenuta nel 2012 Omega Pharma-Quickstep e nel 2015 Etixx-Quick Step, la squadra si è rivelata una delle più vincenti al mondo, avendo negli anni tra le sue file ciclisti come Paolo Bettini, Tom Boonen, Mark Cavendish, Tony Martin, Michał Kwiatkowski, Julian Alaphilippe e Remco Evenepoel (tutti campioni del mondo), e cogliendo successi sia nelle classiche che nelle tappe dei Grandi giri.

## Palmarès
- 1974 (Dilettanti)

3ª tappa, 2ª semitappa Tour du Hainaut Occidental (Péruwelz)
- 1975 (Dilettanti)

Omloop Het Volk
4ª tappa Olympia's Tour (Ulestraten > Ulestraten)
- 1976 (Ebo-Cinzia, una vittoria)

6ª tappa, 1ª semitappa Vuelta a Levante (Cocentaina > Liria)
- 1977 (Ebo-Superia, una vittoria)

Maaslandse Pijl
- 1978 (Marc Zeepcentrale-Superia, tre vittorie)

Kuurne-Bruxelles-Kuurne
4ª tappa Vuelta a España (León > Valladolid)
Grote Prijs Raf Jonckheere
- 1979 (Marc Zeep Savon-Superia, una vittoria)

Omloop der Grensstreek

### Altri successi
- 1974 (Dilettanti)

Deinze
- 1975 (Dilettanti)

Vuelta a Malaga
Lot
2ª tappa Menen (Menen, cronosquadre)
- 1976 (Ebo-Cinzia)

De Panne (criterium)
Merelbeke (criterium)
- 1977 (Ebo-Superia)

Gullegem (criterium)

## Piazzamenti

### Grandi Giri
- Vuelta a España

1978: 53º

### Classiche monumento
- Milano-Sanremo

1978: 26º
1979: 95º

### Competizioni mondiali
- Campionati del mondo

Yvoir 1975 - In linea Dilettanti: 24º